# 三角町立三角北小学校
三角町立三角北小学校（みすみちょうりつ みすみきたしょうがっこう）は、熊本県宇土郡三角町大字太田尾（現・宇城市）にあった公立小学校。
閉校後、体育館は宇城市三角北地区生涯学習センターに転用された。

## 沿革
- 1877年 - 大田尾人民学校創設。
- 1890年 - 中尋常小学校石田分教場設置。
- 1897年 - 大田尾尋常小学校が三角浦尋常小学校に合併し大田尾分教場となる。
- 1901年 - 石田分教場が郡浦尋常小学校小田良分教場と改称。
- 1904年 - 三角尋常高等小学校大田尾分教場、小田良分教場と改称。
- 1908年 - 三角尋常小学校大田尾分教場、小田良分教場と改称。
- 1909年 - 三角尋常高等小学校大田尾分教場、小田良分教場と改称。
- 1941年 - 三角国民学校大田尾分校、小田良分校と改称。
- 1947年 - 三角町立三角小学校大田尾分校、小田良分校と改称。
- 1964年 - 統合し三角町立三角北小学校となる。
- 1998年 - 三角小学校へ統合。